# 中村宝子
中村 宝子（なかむら たからこ、1988年10月3日 - ）は、日本の陸上競技選手。専門は短距離。

## 経歴・競技歴
静岡県浜松市出身。「子は宝」から「宝子」と名付けられた。
浜松市立河輪小学校、浜松市立高台中学校を経て、2004年4月、静岡県立浜松西高等学校へ進学。
3年時の2006年8月、大阪府で開催された06総体THE近畿の女子200mでジュニア日本新記録となる23秒48（風速+0.6m/s）で優勝。同100mでも11秒95で4位入賞した。カタール・ドーハでのアジア大会では高校生ながら日本代表に選ばれ、200mで23秒89で5位入賞。4×100mリレーでは銀メダルを獲得した。
2006年12月、福島大学人間発達文化学類スポーツ専攻科に合格、2007年4月入学した。福島大学陸上競技部は、中村のあこがれでもある女子走幅跳日本記録保持者の井村久美子、女子400m日本記録保持者の千葉麻美ら、女子のトップアスリートを数多く輩出しているが、1年で退学。2008年4月、慶應義塾大学総合政策学部へ再入学した。
同じ短距離の陸上選手で同世代でもある髙橋萌木子とは、普段からメールや電話をする仲だという。
2012年、大学卒業と共に現役を引退。引退後は静岡新聞の記者を経て、2019年からNHK福岡放送局のディレクターとして活動している。

## 記録
| 種目 | 記録   | 風速    | 大会               | 場所           | 日付          | 備考                            |
| ---- | ------ | ------- | ------------------ | -------------- | ------------- | ------------------------------- |
| 100m | 11秒77 | +1.9m/s | 国民体育大会       | 兵庫県神戸市   | 2006年10月6日 |                                 |
| 100m | 11秒77 | +1.5m/s | 日本学生個人選手権 | 神奈川県平塚市 | 2008年6月6日  |                                 |
| 200m | 23秒48 | +0.6m/s | インターハイ       | 大阪府大阪市   | 2006年8月5日  | 元ジュニア日本記録、日本歴代8位 |
| 300m | 38秒11 | -       | 出雲陸上競技大会   | 島根県出雲市   | 2009年4月19日 |                                 |
| 400m | 54秒99 | -       | 関東インカレ       | 東京都新宿区   | 2009年5月17日 |                                 |

## 担当した番組
- スポーツ×ヒューマン 第41回「速く走れないなら死んでいるのと同じ 陸上 福島千里」（NHK BS1、2020年10月26日放送）
- こころの時代「生き延びるための物語 哲学研究者・小松原織香」（Eテレ、2023年1月29日放送）
- 事件の涙「“毒の油”は世代を超えて〜食品公害・カネミ油症事件〜」（NHK総合、2024年8月16日放送）